# Mario Pei
Mario Andrew Pei (Roma, 16 febbraio 1901 – New Jersey, 2 marzo 1978) è stato un linguista e filologo statunitense di origini italiane, considerato uno dei maggiori poliglotti del XX secolo.

## Biografia
Emigrò con la famiglia a New York nel 1908. Frequentò poi diverse scuole di New York, tra cui la St Francis Xavier High School di Manhattan, condotta dai gesuiti. In seguito dichiarò di essere molto grato ai gesuiti per l'educazione classica di alto livello ricevuta in questo istituto.
Fin da giovane era molto interessato allo studio delle lingue e quando prese il diploma di scuola media superiore conosceva, oltre alla sua lingua materna e all'inglese, il latino, il greco antico e il francese. In seguito imparò molte altre lingue, tra cui molto bene lo spagnolo, il portoghese, il russo e il tedesco. Era in grado di parlare e capire sufficientemente circa 30 lingue, e conosceva la struttura grammaticale di almeno 100 lingue.
Dal 1923 fu insegnante di lingue nel City College di New York e nel 1928 pubblicò il libro Mussolini: The Man of Destiny, traduzione in inglese del libro di Vittoria Ermete da Fiori Mussolini: l'uomo del destino.
Nel 1932 ricevette il dottorato in lingue alla Columbia University di New York, con una tesi sulla lingua usata nei testi dell'VIII secolo nel nord della Francia. Frequentò poi il corso di laurea in lingue della Columbia University, studiando molte lingue antiche, tra le quali il sanscrito, lo slavo antico e il francese medievale. Conseguì la laurea presentando una tesi in filologia romanza comparata nel 1937. In seguito insegnò filologia romanza nella stessa università dal 1952 al 1970.
Nel 1941 pubblicò il suo primo libro: The Italian Language. La sua grande conoscenza delle lingue lo portò a collaborare con il dipartimento della difesa del Governo degli Stati Uniti come consulente linguistico. Scrisse diversi testi di insegnamento linguistico di base per le truppe americane impegnate in vari teatri di guerra in tutto il mondo.
Nel 1943 pubblicò Languages for War and Peace, una guida alle sette maggiori lingue del mondo e altre 30 lingue minori.
Tra le opere più importanti pubblicate nel periodo in cui era professore di filologia romanza alla Columbia University, da citare The Story of Language (1949) e The Story of English (1952, revisionata col titolo The Story of the English Language nel 1967), quest'ultima considerata una delle maggiori opere sulla storia della lingua inglese. Ha scritto  l'articolo "Language" e altri articoli di linguistica per l'enciclopedia americana in 22 volumi World Book Encyclopedia.
Mario Pei era un convinto sostenitore della diffusione dell'Esperanto, auspicando l'introduzione dello studio di questa lingua nei corsi scolastici per favorire lo sviluppo di migliori relazioni internazionali tra i popoli.

## Citazioni
Nel libro The Story of Language Mario Pei fa notare come i neologismi siano di immenso valore nell'evoluzione di una lingua viva e come gran parte delle parole vengano coniate a partire dai neologismi:
(Trad. da The Story of Language)
(Trad. da The Story of Language)
Sull'uso dell'Esperanto:

## Opere
Linguistica
- French Precursors of the Chanson de Roland, AMS Press, 1949
- All About Language, J.B. Lippincott, New York, 1950
- Liberal Arts dictionary in English, French, German and Spanish, Philosophical Library, 1952
- A Dictionary Of Linguistics (con Frank Gaynor), Philosophical Library, 1954
- The Story of English, J.B. Lippincott, New York, 1955
- Language For Everybody: What It Is And How To Master It, New American Library, 1956
- Getting Along in Italian, Bantam Books, 1958
- One Language for the World, Biblio-Moser, 1958
- Getting Along in Russian, Harper Publishers, 1959
- Getting Along in French (con John Fisher), Bantam Books, 1961
- 109 Most Useful Foreign Phrases for the Traveler, Curtis, 1962
- Voices of Man: The Meaning and Function of Language, Harper & Row, 1962
- The Story of English: A Modern Approach, Premier Books, 1962
- Invitation to Linguistics: A Basic Introduction to the Science of Language, Doubleday, 1965
- Getting Along in German (con Robert Politzer),  Bantam Books, 1965
- Glossary of Linguistic Terminology, Columbia University Press, 1956
- Studies In Romance Philology And Literature, Garnett Publishing, 1956
- Words in Sheeps Clothing, 1969
- Talking Your Way Around the World, Harper-Collins, 1971
- Getting along in Spanish, Bantam Books, 1972
- Weasel Words: Saying What You Don't Mean, Harper & Row, 1972
- How To Learn Languages And What Languages To Learn, Harper & Row, 1973
- Families of Words, St Martins Press, 1974
- Dictionary Of Foreign Terms, Delacorte Press, 1975
- What's In A Word? Language: yesterday, today, and tomorrow, Universal Books, 1975
- The Story of Latin and the Romance Languages, Harper-Collins, 1976
- New Italian Self-Taught, Harper-Collins, 1982

Traduzioni
- Charles Schulz, Peanuts Philosophy. Traduzione di Mario Pei, Kansas City, 1968
- Charles Schulz, Mundus Secundus Luciam. Traduzione di Mario Pei, Kansas City, 1968
- Charles Schulz, Carolini Brown Sapientia. Traduzione di Mario Pei, Kansas City, 1968
- Charles Schulz, Philosophia Secundum Snoopy. Traduzione di Mario Pei, Kansas City, 1968

Discografia
- Medieval Romance Poetry, 1961 (Folkways Records)
- One Language for the World, 1961 (Folkways)
- Getting Along in Russian, Vol. 1, 1962 (Folkways)
- Getting Along in Russian, Vol. 2, 1962 (Folkways)
- Getting Along in French, Vol. 1, 1962 (Folkways)
- Readings in Church Latin - Caesar and Cicero: Read by Dr. Mario A. Pei, 1962 (Folkways)
- Readings in Church Latin - Virgil and Horace: Read by Dr. Mario A. Pei, 1962 (Folkways)
- Getting Along in English, Vol. 1, 1964 (Folkways)